# Doyrana
Doyrana es un género de foraminífero bentónico de la subfamilia Baggininae, de la familia Bagginidae, de la superfamilia Discorboidea, del suborden Rotaliina y del orden Rotaliida. Su especie tipo es Natlandia secasensis. Su rango cronoestratigráfico abarca el Holoceno.

## Discusión
Doyrana ha sido propuesto como sustituto de Natlandia, que ha sido considerado homónimo posterior del pez osteíctio Natlandia David, 1946.

## Clasificación
Doyrana incluye a la siguiente especie:
- Doyrana secasensis